# Les Pistolets en plastique
Les Pistolets en plastique és una comèdia negra francès escrita i dirigida per Jean-Christophe Meurisse, estrenada el 2024.
La pel·lícula es basa lliurement en l'afer Dupont de Ligonnès.

## Repartiment
Paul Bernardin, un home exemplar apreciat per tots, va desaparèixer després de matar la seva dona i els seus fills. L'horror del seu acte, així com l'especulació sobre on s'amaga, tenen tota França en estat de xoc. Christine i Léa, dues investigadores aficionades, van al lloc de l'abominable assassinat. Interroguen el conserge d'un edifici veí i després rebusquen per la casa de Paul Bernardin. Però ara s'ha anunciat la detenció del criminal a l'aeroport de Copenhaguen.

## Distribució
- Laurent Stocker: Paul Bernardin
- Delphine Baril: Léa
- Charlotte Laemmel: Christine
- Gaëtan Peau: Michel Uzès
- Anthony Paliotti: Zavatta
- Juana Acosta: Joana
- Philippe Rebbot: Thiago
- Romane Bohringer: Lucille
- Aymeric Lompret i Vincent Dedienne: els investigadors
- Fred Tousch: John
- Jonathan Cohen: Johnny
- Nora Hamzawi: la dona embarassada
- Estelle Galarme: Estelle, l'amfitriona de l'aeroport de Dijon

## Distinció
- Selecció al 74è Festival Internacional de Cinema de Canes:[4] Pel·lícula de clausura